# Мюрер, Андре
Андре Мю́рер (швед. André Myhrer, род. 11 января 1983, Бергшё) — шведский горнолыжник, олимпийский чемпион 2018 года в слаломе, трёхкратный призёр чемпионатов мира в командном первенстве (2013, 2015 и 2017), победитель восьми этапов Кубка мира, обладатель Кубка мира 2011/12 в зачёте слалома. Наиболее успешно выступал в слаломе.

## Спортивная карьера
В Кубке мира Андре Мюрер дебютировал в 2004 году, в декабре 2006 года одержал свою первую победу на этапе Кубка мира в слаломе. Вторая победа на этапе Кубка мира пришла к Андре лишь через 4 с лишним года на трассе слалома в Загребе.
Принимал участие в Олимпиаде-2006 в Турине, где остановился в шаге от медали, заняв 4-е место в слаломе (лишь 0,03 сек уступив бронзовому призёру).
На Олимпиаде-2010 в Ванкувере, завоевал бронзу в слаломе (показав абсолютное лучшее время во второй попытке швед на 0,05 сек опередил ставшего 4-м олимпийского чемпиона 2006 года Бенджамина Райха), в соревнованиях по гигантскому слалому не добрался до финиша.
На Олимпийских играх 2014 года в Сочи Мюрер в первой попытке слалома показал второй результат после австрийца Марио Матта. Во второй попытке Мюрер не сумел финишировать.
На Олимпийских играх 2018 года в Пхёнчхане 35-летний Мюрер выиграл золото в слаломе. Основные фавориты слалома Марсель Хиршер и Хенрик Кристофферсен не сумели финишировать, а Мюрер, показавший второй результат в первой попытке, уверенно прошёл трассу во второй (8-й результат) и по сумме двух спусков показал лучшее время, на 0,34 сек швейцарца Рамона Ценхойзерна. Мюрер стал вторым шведом в истории, выигравшим олимпийское золото в слаломе после знаменитого Ингемара Стенмарка в 1980 году.
За свою карьеру участвовал в восьми чемпионатах мира, лучший результат в личных дисциплинах — 4-е место в слаломе на чемпионате мира 2013 года в Шладминге. В 2013, 2015 и 2017 годах завоевал три медали в командном первенстве на чемпионатах мира.
Использовал лыжи и ботинки производства фирмы Nordica.
Объявил о завершении карьеры в марте 2020 года.

## Результаты на крупнейших соревнованиях

### Зимние Олимпийские игры
| Олимпийские игры | Скоростной спуск | Супергигант | Гигантский слалом | Слалом | Комбинация | Команды |
| ---------------- | ---------------- | ----------- | ----------------- | ------ | ---------- | ------- |
| 2006 Турин       | —                | —           | —                 | 4      | —          | н/д     |
| 2010 Ванкувер    | —                | —           | DNF2              | 3      | —          | н/д     |
| 2014 Сочи        | —                | —           | —                 | DNF2   | —          | н/д     |
| 2018 Пхёнчхан    | —                | —           | 23                | 1      | —          | 5       |

### Кубок мира

#### Завоёванные Хрустальные глобусы
- Слалом — 2011/12

#### Победы на этапах Кубка мира (7)
| № | Сезон   | Дата        | Место         | Дисциплина              |
| - | ------- | ----------- | ------------- | ----------------------- |
| 1 | 2006/07 | 3 дек 2006  | Бивер-Крик    | Слалом                  |
| 2 | 2010/11 | 6 янв 2011  | Загреб        | Слалом (2)              |
| 3 | 2011/12 | 11 мар 2012 | Краньска-Гора | Слалом (3)              |
| 4 | 2011/12 | 18 мар 2012 | Шладминг      | Слалом (4)              |
| 5 | 2012/13 | 11 ноя 2012 | Леви          | Слалом (5)              |
| 6 | 2015/16 | 20 мар 2016 | Санкт-Мориц   | Слалом (6)              |
| 7 | 2016/17 | 19 мар 2017 | Аспен         | Слалом (7)              |
| 8 | 2017/18 | 1 янв 2018  | Осло          | Параллельный слалом (1) |

## Награды
- Королевская медаль Его Величества за заслуги перед шведским спортом (2019)[3]